# نيواخاين
نيواخاين Nieuwegein  هي مدينة وبلدية بمقاطعة أوترخت بهولندا.

## طوبوغرافيا
خريطة طوبوغرافية هولندية لبلدية نيواخاين، مارس 2014، (تقرأ بعد ثلاث نقرات على الخريطة).

## معرض صور

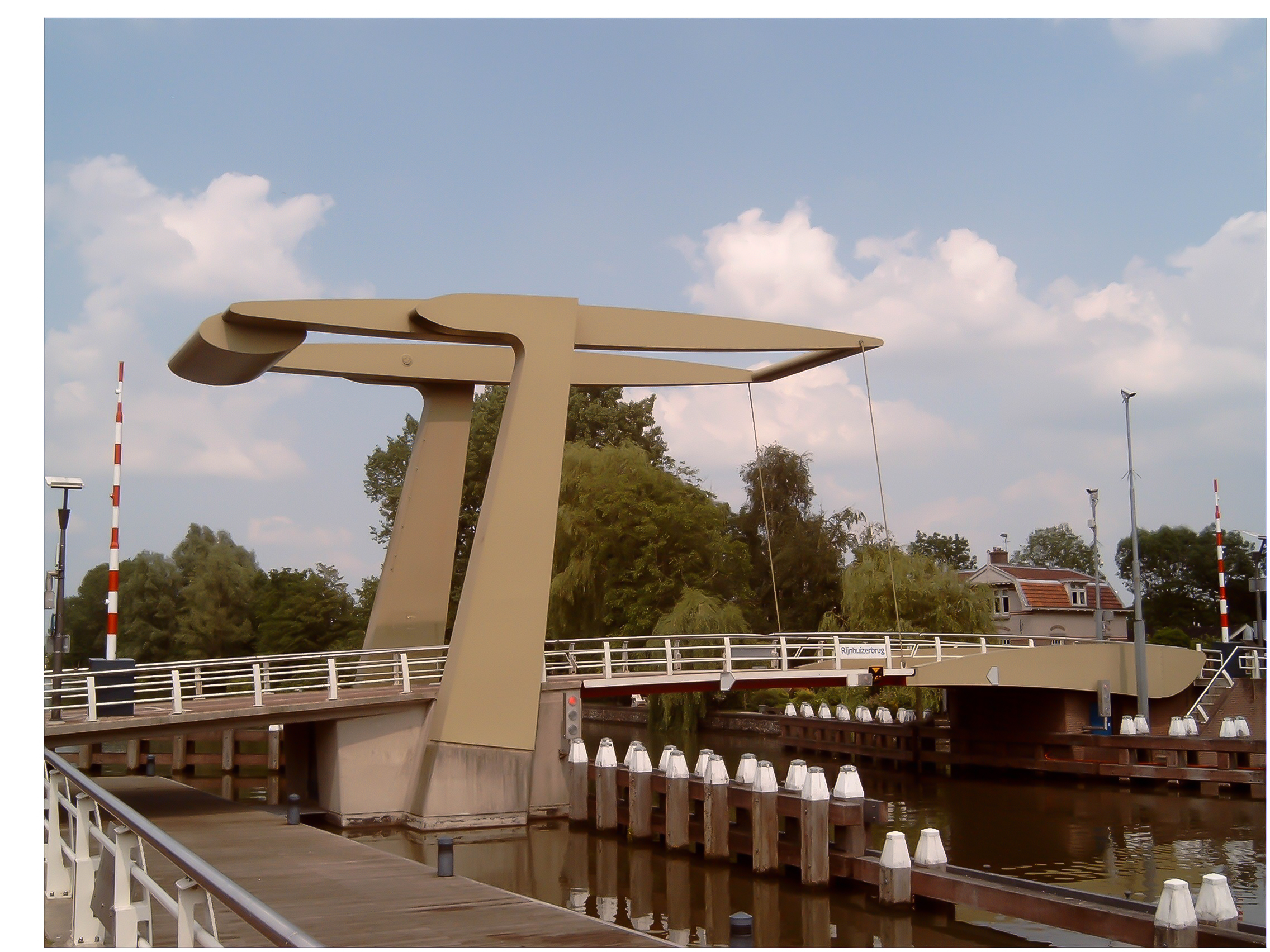
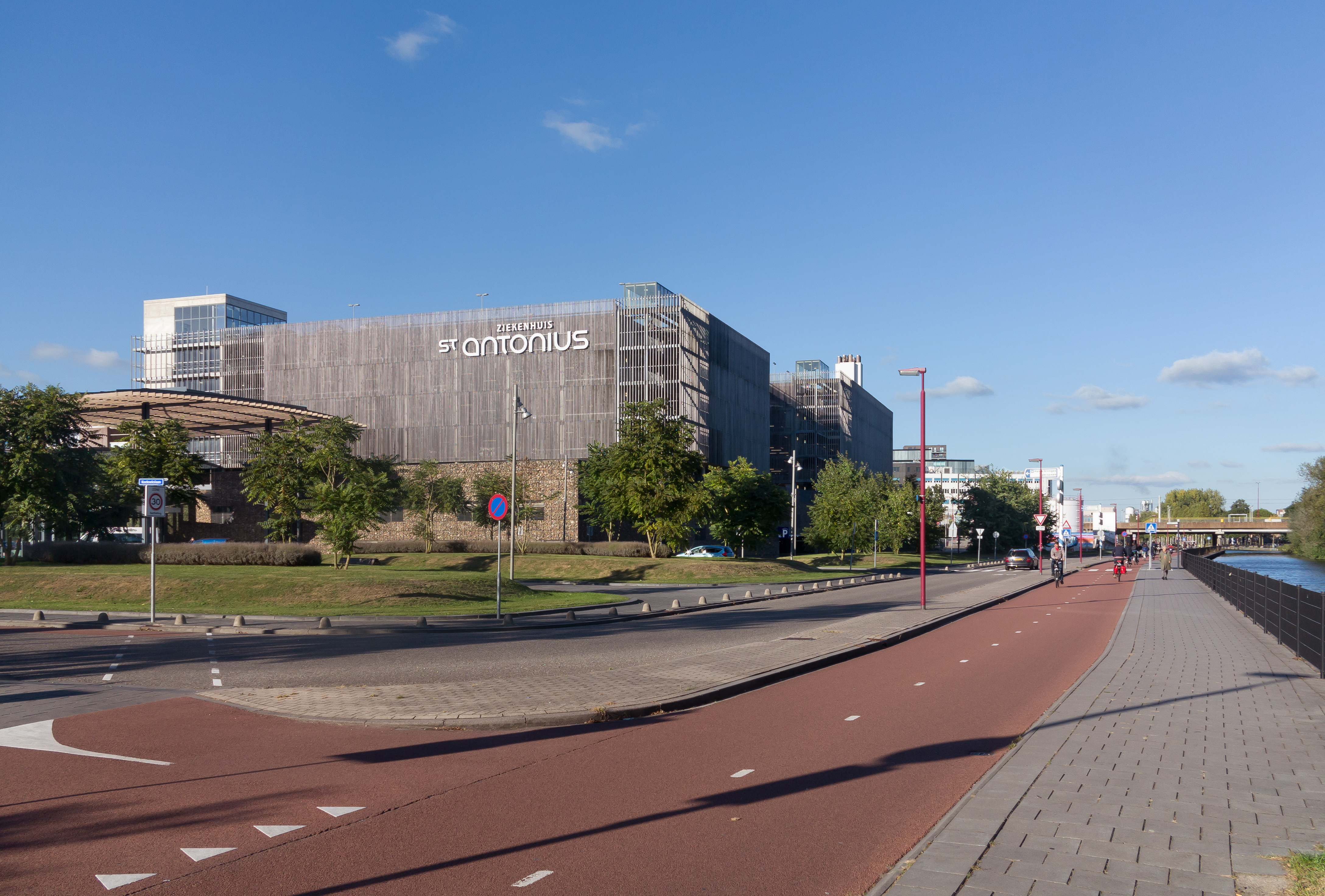
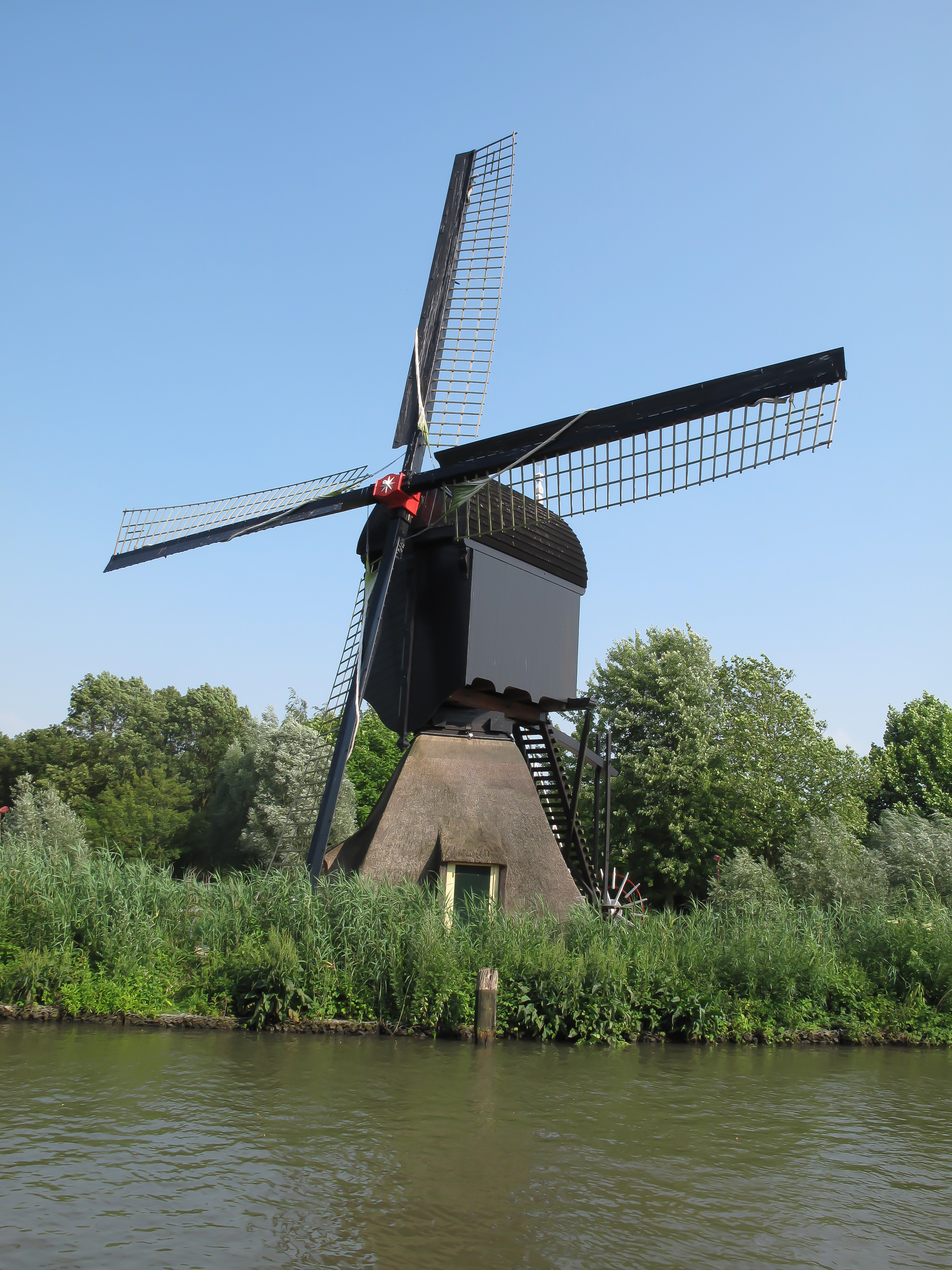

## أعلام
- شون كلايبر
- موريتس شميتز
- جاسبر فان ديجيك
- سيدني شميلتز
- إيدي فورم

## وصلات خارجية
- الموقع الرسمي